# Фанатский фильм

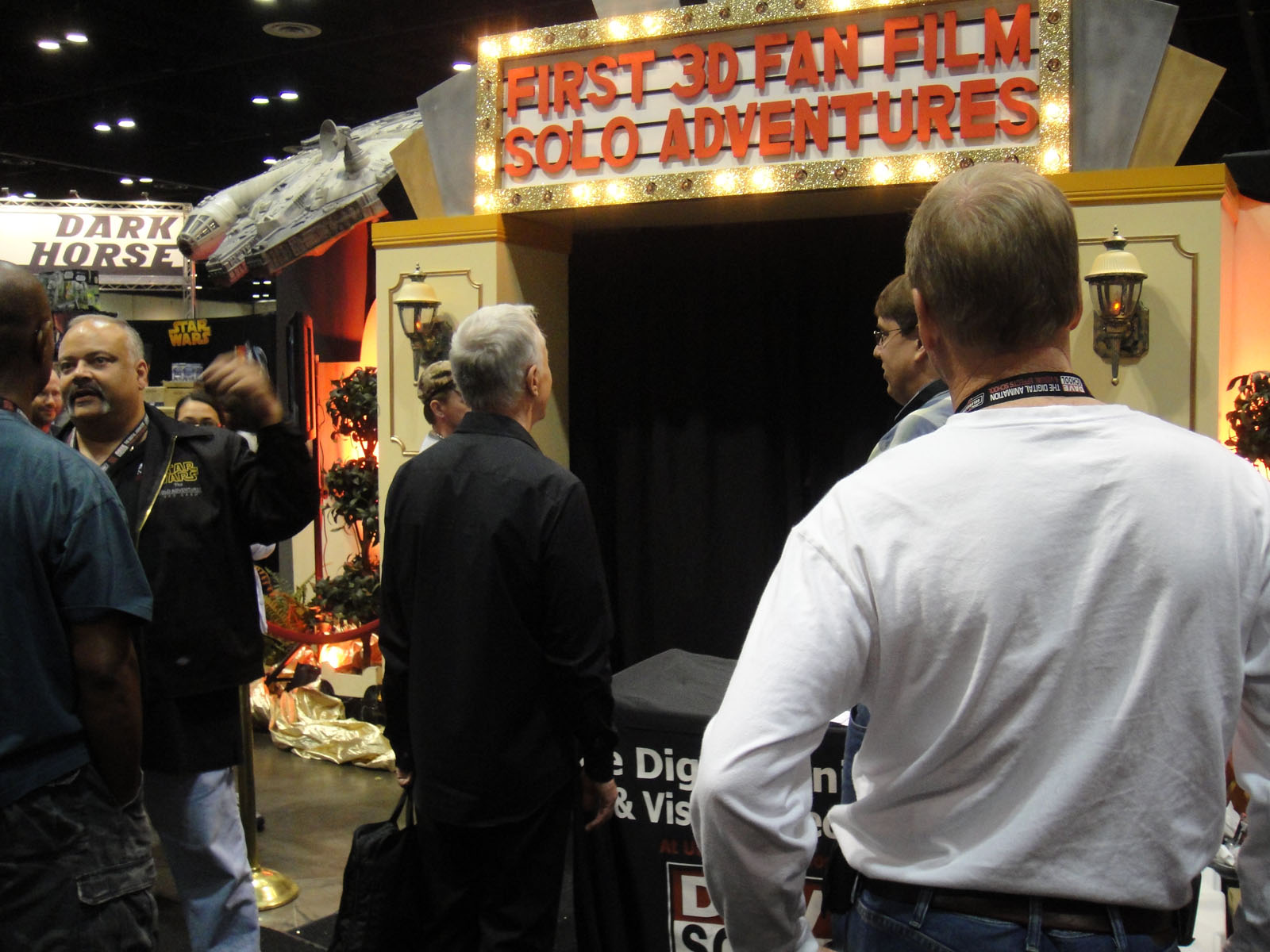
Энтони Дэниелс, стоящий у будки, где показывают фанатский фильм 2010 года «Одиночные приключения», вдохновленный «Звёздными войнами»

Фанатский фильм — отснятый фанатами фильм или видео, основанный на оригинальных фильмах, телепрограммах, комиксах, книгах, играх и т.п. Правообладатель же зачастую не принимает участие в создании подобных фильмов. Фанатским кинематографом традиционно занимаются любители, но некоторые из наиболее известных таких фильмов были сняты профессиональными кинематографистами в качестве проектов классов кино-школ, либо демонстрационных роликов.
Фанатские фильмы также довольно сильно различаются по качеству и длине: от коротких фальшивых трейлеров — до цельных короткометражных или полнометражных фильмов. Фанатский кинематограф является примером фанатского труда и культуры ремиксов.

## История
Самый ранний известный фанатский фильм — «Наша банда Андерсона» , снятый в Андерсоне в 1926 году, парой странствующих режиссёров. Он основан на серии фильмов «Пострелята». Единственная известная копия находится в библиотеке Newsfilm, Университета Южной Каролины. В последующие годы различные режиссёры-любители создавали свои собственные фильмы схожего жанра, в том числе фильм о подростках Хью Хефнера. Однако технология, необходимая для создания фильмов для фанатов, была ограничивающим фактором до относительно недавнего времени. В 1960-е годы студент-киновед из Калифорнийского университета в Лос-Анджелесе, Дон Глат, снял серию коротких черно-белых «андеграунд фильмов», основанных на приключениях персонажей из комиксов и киносериалов 1940-1950-х годов. Примерно тогда же художник Энди Уорхол снял фильм под названием «Бэтмен Дракула», который можно было бы тоже охарактеризовать как фанатский фильм.
Но только в 1970-х годах популяризация конвенции научной фантастики позволила фанатам показывать свои фильмы широкому сообществу.
В 1960-х, 1970-х и 1980-х годах было много неофициальных зарубежных ремейков американских фильмов, которые сегодня можно считать фанатскими фильмами. Среди них «Суперменлер» (cупермен), «3 супер героя», (Человек-паук), «Махакал» (Кошмар на улице Вязов) и «Человек, который спасает мир» (Звёздные войны).
Большинство наиболее известных научно-фантастических фильмов и телешоу представлены в фильмах фанатов; к ним относятся Звёздные войны, Звёздный путь Доктор Кто и Баффи — истребительница вампиров. Поскольку в фильмах для фанатов обычно используются персонажи и сюжетные линии без авторского права и торговой марки, редактированные оригинальными создателями фильма, они редко распространяются коммерчески по юридическим причинам. Демонстрируются такое творчество различными другими методами: показ в комиксах и конвенциях научной фантастики, а также распространение в виде домашних видеороликов, начиная с видеокассет VHS и заканчивая CD-ROM и DVD.
Известным фанатским фильмом также является «В поисках утраченного ковчега: Адаптация», снятый, как «кадр за кадром», ремейк Индианы Джонса приключенческого фильма «В поисках утраченного ковчега». Используя сценарий и музыку из оригинального фильма, в нём в основном снимались и продюсировались три подростка Миссисипи (Крис Стромполос, Эрик Зала и Джейсон Лэмб) в течение семи лет. В 2015 году был выпущен документальный фильм «Расхититель: История величайшего фанатского фильма из когда-либо созданных». Фильм рассказывает о трёх друзьях детства, Эрике Зале, Крисе Стромполосе и Джейсоне Лэмбе, с 1982 по 1989 год, когда они намеревались снять свой фан-фильм по фан-фильму «Индиана Джонс».
В 2012 году два подростка из Аризоны, Джонсон Поли и Джесси Перротта, произвели съёмку в реальном времени для ремейка анимационного фильма 1995 года «История игрушек» с игрушечными персонажами, анимированными с помощью покадровой анимации, кукольного театра и живых актёров для человеческих персонажей. Он вызвал положительную реакцию как критиков, так и создателей оригинального мультфильма.
Американский кинорежиссёр индийского происхождения Эди Шанкер известен созданием серии сатирических фильмов, основанных на популярных франшизах. В частности, один фильм, «Могучие Рейнджеры: Несанкционированные», представляет собой мрачное переосмысление серии Могучие рейнджеры.
Кинорежиссёр Сэнди Коллора получил широкую известность в начале 2000-х за серию созданных им фанатских фильмов с участием DC Comics героев Бэтмена и Супермена. Премьера «Бэтмен: Тупик» состоялась на San Diego Comic-Con, а «Лучшее в мире» был запрещён к показу в 2004 году из-за требований об авторских правах со стороны Warner Bros..
Некоторые производства фильмов для фанатов достигают значительного количества и/или качества. Например, в сериале «Звёздный путь: Скрытая граница» за семь сезонов было выпущено 50 эпизодов — по сравнению с 34 эпизодами в научно-фантастическом сериале 1970-х годовЗвёздный крейсер «Галактика» и «Галактика 1980» вместе.
«Звездный путь: Новые приключения» начинался усилиями фанатов, но с тех пор получил поддержку только нескольких членов съёмочной группы и актёров из других сериалов той же вселенной, а также широкой аудитории.
«Звёздная развалина: В начале Пирка» — финская полнометражная пародия на «Звёздный путь» и «Вавилон 5». Собрала более 4 миллионов загрузок и была выпущена на DVD в нескольких экземплярах различных стран, что делает его, пожалуй, самым успешным финским кинопроизведением на сегодняшний день.
По «Властелину колец» было снято два фанатских фильма — «Рождение надежды» и «Охота на Голлума», которые в мае 2009 года дебютировали на Ring*Con и Sci- Fi-London (соответственно) и были выложены в Интернете.
«Ghostbusters: The Video Game» представляет собой небольшой намёк на фанатский фильм «Возвращение охотников за привидениями» посредством рисунка, вывешенного на стене в штабе пожарной части Охотников за привидениями. Детский рисунок Охотника за привидениями подписан вымышленным персонажем, созданным в фанатском фильме.
27 сентября 2009 года в Интернете был выпущен итальянский фанатский фильм «Метал Гир Солид: Филантропы» стоимостью 10.000 евро по мотивам серии игр Хидео Кодзима Metal Gear Solid.
Каскадёрская работа Дэна Пула в его фанатском фильме «Последний бой Зелёного Гоблина» получила признание и одобрение соавтора Человека-паука Стэна Ли.
Джон Ф. Кэрролл на основе фильма «Властелины вселенной» снял серию фильмов «Волшебник Каменной горы». В 2011 году фанатский фильм был впервые представлен на конференциях в Германии и Соединенных штатах. Остальные фильмы из трилогии вышли на публику в 2013 году.

## Законность
Из-за защиты авторских прав, защиты товарных знаков и ограниченных положений добросовестного использования, фанатские фильмы, снятые без официального разрешения, могут находиться в серой зоне закона.
Тем не менее, фанатские фильмы часто остаются незамеченными владельцами интеллектуальной собственности, закрывая глаза, если они являются некоммерческой деятельностью.
«Мы связались с Tolkien Enterprises и договорились с ними, что пока мы полностью некоммерческая организация, с нами все в порядке. [...] Они поддерживают то, как фанаты хотят выражать свой энтузиазм».
Кроме того, в последние годы законодатели активизировали деятельность фанатов, расширив варианты добросовестного использования; например, в 2012 году в Канаде в законе о модернизации авторского права добавили исключение, которое позволяет создавать некоммерческие материалы для фанатских фильмов. В решении суда США от 2013 года Lenz v. Universal Music Corp. признаётся, что творческая деятельность фанатов в отношении произведений, защищённых авторским правом, может подпадать под добросовестное использование, и содержится требование к правообладателям проверять и уважать добросовестное использование, прежде чем выполнять отмену уведомлений DMCA.

### Авторизованные фанатские фильмы
Популярность фанатской продукции, вызванная доступным потребительским оборудованием и анимационными программами (Prosumer оборудованием) с цифровой революцией, наряду с простотой распространения, созданной через Интернет и Веб 2.0, побудил несколько студий изменить свою официальную политику и программы в отношении фанатских фильмов.
Наибольшую известность из этих программ получила Lucasfilm, выиграв награду в номинации официальной премии фанатских фильмов по «Звездным войнам», запущенная в 2000 году. Ранее награды разрешали только документальным, псевдодокументальный и пародийный, но запрещали их отдавать серьёзным фанфикам. Однако, для наград 2007 года это ограничение было снято. Ограниченная поддержка и санкция Lucasfilm, против творений фанатов, резко контрастирует с позицией многих других правообладателей.
Некоторые правообладатели открылись для идеи фанатских фильмов: DC Comics, как известно, активно препятствовали созданию фанатских фильмов в 1990-х годах. Однако в 2008 году DC Comics изменила свою настройку, когда её президент, Пол Левитц, дал временное разрешение фанатским кинематографистам, заявив окончательно: «Мы против всего, что монетизирует наши активы и наши авторские права без нашего разрешения. Мы не против того, что люди используют наши активы, если они не делают с ними никаких денежных поступлений». Точно так же и Paramount заняла более гостеприимную позицию по отношению к фанатским кинематографистам в 2000-х годах.
В отличие от многих американских телешоу, британский сериал «Доктор Кто» позволил своим сценаристам сохранить права на персонажей и элементы сюжета, которые они создали — наиболее известный из них — Терри Нейшн, известный, как создатель расы Далекова. Хотя BBC никогда не лицензировала персонажа Доктора для использования в фанатских фильмах, некоторые сценаристы согласились разрешить использование созданных ими монстров и второстепенных персонажей в своих фильмах и прочих видео (см. Спин-оффы Доктора Кто).
Создатели «Красного карлика» спонсировали собственный конкурс фанатских фильмов в 2005 году, вдохновленный более ранним фанатским фильмом 2001 года под названием «Красный карлик: Другой фильм», с довольно широкой сферой деятельности — от вымышленных историй о вселенной «Красный карлик», до документальных фильмов о сериале и его поклонниках. Два короткометражных фильма-победителя были полностью представлены в качестве бонусных материалов на DVD-релизе «Series VIII», наряду с монтажом клипов из занявших второе место среди работ и коротким вступительным клипом из «Красный карлик: Другой фильм». Это сделало их одними из первых фанатских фильмов, выпущенных в коммерческую эксплуатацию первоначальными создателями собственности.

### Неавторизованные фанатские фильмы
В 2008 году Fox Studios было выпущено письмо о прекращении производства и прекращении съёмок экранизации игры Max Payne, которая находилась в разработке. MGM аналогичным образом проявил враждебность к распространяемому в Интернете фанатскому фильму про Джеймса Бонда.
Paramount Pictures активно занималась судебными исками против фанатских фильмов по «Звёздному пути» в 1980-х, таких как мультсериал «Звёздная Трикс» и так и не завершившаяся спин-оффная серия фанатских эпизодов с предварительным названием «Йорктаун: время лечить» с Джорджем Такэем и Джеймсом Шигетой в главных ролях.
С 2010 по 2015 год аниматор Мэтью Гаффорд разработал мультсериал «Звёздный Лис», основанный на франшизе видеоигр Nintendo «Star Fox». Однако, после того, как Nintendo отказалась от своих обязательств на основании использования интеллектуальной собственности «Star Fox», Гаффорд изменил название веб-серии на «Лис в космосе». Первый эпизод «Лиса в космосе» был выпущен в сети в апреле 2016 года.
В июне 2014 года, на Kickstarter, был анонсирован фанатский фильм «Годзилла: Наследие», основанный на франшизе «Годзилла». Проект, задуманный режиссёрами Тимоти Шифером и Грегом Грейвсом, не смог достичь своей первоначальной краудфандинговой цели в 25.000 долларов, получив только 16.025 долларов от 186 спонсоров. 18 июля 2014 года была создана вторая кампания на Kickstarter для фильма, на этот раз достигнув установленной цели в 10.000 долларов и получив 19.554 доллара от 193 спонсоров. После выхода трейлера к фильму, в 2016 году, с создателями фильма связались Toho, компания, которая владеет правами на франшизу «Годзиллы». Чтобы защитить интеллектуальную собственность Toho и избежать путаницы на рынке, создатели фильма согласились на ряд условий, в том числе на то, что в названии фильма не будет слова «Годзилла», а создатели фильма не будут получать прибыль от фильма, и что дальнейшие краудфандинговые кампании не могут быть созданы.
В августе 2018 года было объявлено о создании короткометражного фанатского фильма под названием «Джорджи», основанного на мини-сериале 1990 года «Оно». Короткометражка, снятая Райаном Грулихом и продюсером Джоном Кампопианом, показывает Тони Дакота, воспроизводящую его роль Джорджи Денбро из мини-сериала, и сосредотачивается на идее того, как повествование «Оно» могло продолжаться, если бы Джорджи не убил Пеннивайза. В короткометражке также показан Бен Хеллер, который изобразил молодого Стэнли Уриса в мини-сериале. Премьера «Джорджи» состоялась на Бостонском фестивале подпольного кино 22 марта 2019 года, а онлайн-премьера состоялась 10 июня 2019 года на странице «Fangoria» Facebook.

### Потерянные фанатские фильмы
«Бэтмен Дракула» фильм, снятый фанатом поп-артистом Энди Уорхол. Хотя некоторые сцены были показаны в документальном фильме 2016 года «Джек Смит и разрушение Атлантиды», фильм по большей части утерян.

## Критика
Как отмечает медиа-исследователь, Генри Дженкинс, фанатские фильмы формируются на пересечении современных тенденций к конвергенции СМИ и культуры участия. Эти фильмы гибридны по своей природе — ни полностью коммерческие, ни полностью альтернативные. Фанатские фильмы представляют собой потенциально важное, третье пространство между ними.
Точно так же профессор, Лоуренс Лессиг из Stanford Law, утверждал, что впервые в истории творчество по умолчанию подлежит регулированию из-за растущего права интеллектуальной собственности, таких как авторское право и торговая марка. Эта тенденция приводит к тому, что артистам (например, фанатам, упомянутым в этой статье) требуется разрешение владельца авторских прав на участие в гибридных приложениях или актах ремикса. По мнению Лессига, это новое явление ограничивает творчество. Чтобы помочь художникам смягчить влияние закона об авторском праве, Лессиг основал Creative Commons и предложил лицензии Creative Commons.